# Orquestra Sinfônica da Cidade de Kaohsiung
A Orquestra Sinfônica da Cidade de Kaohsiung foi fundada em 1981. Durante muito tempo Cheng Chao-ming serviu como maestro. Em 1986, a orquestra convidou o maestro Henry Mazer, da Orquestra Sinfônica de Chicago para conduzir a orquestra. Em 1991 a orquestra reorganizou-se e tornou-se de uma orquestra amadora à uma orquestra profissional. Em 1993, Hsiao Pang-hsiang foi apontado como diretor musical da orquestra e em 1999 foi sucedido por Chen Shu-Si. Em Julho de 2007 Chu Hung-chang foi eleito como o novo diretor geral da orquestra.